# Imprenta Nacional
L’Imprenta Nacional ou Imprenta Real est un ancien bâtiment de Madrid, construit à la fin du XVIIIe siècle et situé dans la rue Carretas. L'édifice, qui a successivement accueilli une imprimerie, une chalcographie et un bureau de poste, a disparu au début du XXe siècle.

## Description
L'édifice a été érigé par les architectes Manuel Rodríguez Turrillo et Juan Pedro Arnal, vers la fin du XVIIIe siècle. Il se situait au no 10 de la calle de Carretas, à Madrid.
L'immeuble formait un polygone irrégulier. Son rez-de-chaussée était peu élevé et la porte d'entrée principale menait à son centre, avec trois autres entrées, dont deux possédaient un linteau avec un encadrement par-dessus les côtés. L'entrée principale est constituée d'un arc de plein cintre en granit, décoré de deux colonnes striées du même matériau, avec des bases et chapiteaux ioniques terminant avec une corniche tout en haut de l'édifice.

## Fonctions
L'édifice a d'abord été le siège de la Imprenta y Calcografía Real o Nacional, l'imprimerie et chalcographie nationale,. Le premier directeur de la chalcographie fut Manuel Monfort Asensi de 1784 à 1794.
Il a ensuite été occupé un temps par une entreprise de gestions administratives, puis devient le siège de l'administration de la poste espagnole. Quand l'Imprenta Nacional est refondée, elle s'installe dans ce bâtiment. Dans le Diccionario geográfico-estadístico-histórico de España y sus posesiones de Ultramar, l'édifice est décrit comme « l'un des plus somptueux de Madrid ».
Il disparaît avant les années 1950. Sur ses bases sont construits l'Hôtel Madrid et le Théâtre Albéniz,.